# Struktura pedagogiky a vztah k jiným vědám
Strukturu pedagogiky a vztah k ostatním vědám je možné pojímat z několika hledisek.

## Struktura pedagogiky
Nárůst poznatků a vzrůstající důraz na kvalitu vzdělávání způsobil nutnost rozdělení pedagogiky na řadu nových oborů. Rozlišují se tři hlediska struktury pedagogiky:
1. vývojové hledisko: zkoumá, jak se pojetí výchovy vyvíjelo v kontextu světovém i národním,
2. srovnávací hledisko: zkoumá, jaké jsou rozdíly mezi koncepcemi výchovy v různých ekonomických, sociálně-politických a kulturních podmínkách,
3. diferenční hledisko: zkoumá, čím se liší výchova normálních jedinců od výchovy jedinců postižených.

Podle těchto hledisek vzniká v pedagogice řada dílčích vědeckých oborů, které můžeme členit do několika skupin:
- Dějiny výchovy, které zkoumají vývoj výchovy jako společenského jevu, vývoj pedagogických idejí a koncepcí. Dějiny výchovy je možné rozlišit:

1. všeobecné dějiny výchovy – cílem je podat obraz světového vývoje pedagogického myšlení a výchovných snah
2. národní dějiny výchovy – poskytují analýzu vývoje výchovy v určitém teritoriu
3. dějiny školství – sledují pojetí a organizaci škol ve spojitosti s odpovídající ekonomikou, politikou a kulturou jednotlivých zemí

- Obecná pedagogika usiluje o systematizaci a interpretaci základních pedagogických jevů a zákonitostí a o vyvození obecně platných pedagogických norem. Obsah obecné pedagogiky je tvořen dvěma problémovými okruhy:

1. metodologická (vědoslovná) část – zabývá se problémy spjatými s pojetím pedagogiky jako vědy, řeší předmět a metody pedagogiky, vztahy pedagogiky k jiným vědním oborům, systém pedagogických věd i úlohu poslání pedagogiky ve společnosti,
2. všeobecná teorie výchovy – zkoumá v obecné rovině základní pedagogické kategorie; analyzuje výchovné cíle, strukturu výchovy, funkci výchovy při rozvoji jedince, činitele výchovného procesu.

- Didaktika původně zahrnovala celou teorii vzdělávání (systém vyučování, obsah vzdělání, soustavu vyučovacích předmětů, metody a zásady vyučování, výchovné problémy a mravní výchovu), později se jejím předmětem staly cíle, obsah, metody a organizační formy vyučování.

- Teorie jednotlivých složek výchovy zkoumají cíle, úkoly, obsah, metody a formy výchovy jazykové a vědecké, výchovy technické a pracovní, výchovy mravní, estetické i tělesné.

- Teorie řízení výchovných institucí, jejíž obsah tvoří teorie řízení výchovy v celém státě, řízení výchovných zařízení na komunální úrovni i řízení výchovné práce v jednotlivých pedagogických zařízeních.

Mezi další pedagogické disciplíny patří např. předškolní pedagogika, vysokoškolská pedagogika, teorie výchovy ve společenských organizacích, pedagogika volného času, sociální pedagogika, pedagogika dospělých, feministická pedagogika, speciální pedagogika, metodika.

## Vztah pedagogiky k ostatním vědám
Pedagogika svým univerzálním charakterem vyplývajícím z mnohostranné podmíněnosti předmětu jejího zkoumání se nemůže izolovat od ostatních věd, ale má hluboké vztahy k těm vědám, které jí poskytují materiál pro analýzu výchovného jevu. Musí plně využívat výsledků a teoretických pouček těchto věd a tvořivě je začleňovat do svého systému.
Podle O. Baláže existují čtyři základní okruhy spojení pedagogiky s ostatními vědami:
1. využívání teoretických pouček, hypotéz a postupů z jiných vědních oborů
2. využívání a aplikace vědecko-výzkumných metod
3. uplatňování výsledků vědeckého výzkumu z jiných vědních oborů, popřípadě jen některých údajů z těchto výzkumů
4. aktivní účast na výzkumech mezi disciplínami, které mají komplexní charakter a které umožňují zkoumat pedagogické jevy v širším kontaktu

Kromě dále uvedených významných věd se pedagogika opírá o všechny vědy přírodní, společenské a technické. Např. etika, biologické vědy, lékařské vědy, logika, kybernetika, matematika, etnografie a demografie.

### Vztah pedagogiky s psychologií
Pro obě vědy je společný zkoumaný objekt – poznávání a formování osobnosti člověka. Pedagogika zkoumá cíle, úkoly, metody a prostředky výchovy a vzdělávání z hlediska co nejefektivnějšího formování osobnosti, psychologie zkoumá a analyzuje zákonitosti lidské psychiky, psychické jevy, základní funkce, procesy a vývojové etapy lidské psychiky, napomáhá pedagogice lépe poznávat objekt výchovy. Hraniční disciplína mezi pedagogikou a psychologií je pedagogická psychologie, jejímž předmětem zkoumání jsou psychické zákonitosti v konkrétních výchovně-vzdělávacích situacích a podmínkách odpovídajícím daným cílům výchovy, s přihlédnutím k věkovým a individuálním zvláštnostem žáků.
Pedagogická psychologie konkrétně zkoumá:
1. všeobecné teoretické otázky psychické podmíněnosti výchovy
2. psychologické otázky učení a vyučování
3. psychologii výchovy
4. psychické poruchy z hlediska výchovy

Z psychologických věd má pro pedagogiku dále největší význam obecná psychologie, vývojová psychologie, psychologie osobnosti, sociální psychologie, klinická psychologie a psychologická diagnostika.

### Vztah pedagogiky s filosofií
Už samotný fakt, že se pedagogika celé dlouhé období až do novověku rozvíjela v rámci filosofie, potvrzuje jejich úzkou spojitost. Také dějiny dokumentují, že všechny významnější filozofické směry výrazně ovlivnily i pedagogickou teorii. Mezi významné filozofy, kteří v různých historických obdobích věnovali značnou pozornost výchově, patřili např. : Platón, Aristotéles, Démokritos, E. Rotterdamský, J. Locke, R. Descartes, J. J. Rousseau, D. Diderot, I. Kant, L. N. Tolstoj a další. Pedagogické myšlení na počátku 20. století významně ovlivnil i T. G. Masaryk svými názory na filozofii, politiku a etiku.
Filozofie umožňuje pedagogice hlouběji pronikat do podstaty výchovných jevů. Spolu s pedagogikou řeší řadu společných problémů jako např. objasňování podstaty, úlohy a cíle výchovy v podmínkách určité společnosti, formování člověka v těchto podmínkách apod. Hraniční disciplína mezi pedagogikou a filozofií je filosofie výchovy. Zabývá se zkoumáním a rozvíjením nejvšeobecnějších základů pedagogiky, shromažďuje teoretický materiál k vymezení cílů výchovy, podílí se na vhodném výběru obsahu učiva.

### Vztah pedagogiky se sociologií
Sociologie zkoumá nejvšeobecnější zákonitosti vývoje společenských systémů, společnost jako systém ve vzájemném působení všech jeho součástí a jeho strukturu v komplexu společenských vztahů. Studuje vliv společenského prostředí na člověka a společenské vztahy mezi lidmi. Sociologie dodává pedagogice množství faktů, které jí umožňují pronikat do konkrétních podmínek společenského prostředí působícího na výchovu a vzdělávání. Hraniční disciplína mezi pedagogikou a sociologií je sociální pedagogika. Zabývá se zkoumáním problémů rodinné výchovy, studuje procesy utváření kolektivů dětí a mládeže, zájmových útvarů i sociálními procesy, které v nich probíhají.

### Vztah pedagogiky s ekonomií
V současné době nabývá značného významu hraniční disciplína mezi pedagogikou a ekonomií – pedagogická ekonomie. Zajišťuje vědecké plánování vzdělávání a zkoumá účelnost využití prostředků určených na výchovu a vzdělávání. Musí se zabývat i otázkami vědeckého plánování vzdělávání a jeho efektivnosti.